# Library of Trinity College Dublin
The Library of Trinity College Dublin (irsk: Leabharlann Choláiste na Tríonóide) er et bibliotek for Trinity College og University of Dublin i Dublin, Irland. Der er pligtaflevering til biblioteket, hvilket betyder, at udgivere i Irland skal aflevere en kopi af alle deres publikationer til samlingen. Det er også det eneste irske bibliotek, der har disse rettigheder i Storbritannien.
Samlingen består af omkring 7 millioner genstande, og biblioteket er det permanent opbevaringsted for Brian Boru-harpen, der er nationalsymbol for Irland, en kopi af Irlands uafhængighedserklæring samt Book of Kells. To af de fire udgaver af Book of Kells er udstillet, hvoraf det ene er slået op på en af de meget dekorerede sider, og den anden på en side med tekst. Eksemplarerne og siderne bliver udskiftet med jævne mellemrum. Medlemmer af University of Dublin har også adgang til bibliotekerne på Tallaght University Hospital og Irish School of Ecumenics, Milltown.